# Sovrintendente di Gondor

Scudo dei sovrintendenti reggenti:le tengwar R, ND et R riproducono la parola arandur il cui significato è custode

Quella di sovrintendente di Gondor (nella nuova traduzione a opera di Ottavio Fatica è castaldo di Gondor) è una carica istituzionale di Gondor durante la Terza Era di Arda, l'universo immaginario fantasy ideato dallo scrittore inglese J. R. R. Tolkien. Il sovrintendente (in originale Steward) in carica durante i fatti raccontati ne Il Signore degli Anelli è Denethor II, poi Faramir, mentre informazioni dettagliate riguardo a questo ruolo si trovano nell'appendice A del romanzo, "Annali dei Re e Governatori".

## La storia
L'ufficio di sovrintendente fu creato al tempo di Rómendacil I per indicare il consigliere di maggiore prestigio presso il sovrano da lui scelto in virtù della sua saggezza e onestà e al quale non era permesso andare in guerra o viaggiare all'estero.
Il primo sovrintendente di cui si abbia notizia è Húrin di Emyn Arnen, uomo di alto lignaggio numenoreano, la cui famiglia discendeva in via collaterale dalla casa di Anárion o, nelle parole di Tolkien, “gli Húrinionath non erano discendenti in linea diretta di Elendil, [ma] erano in ogni caso di origine regale”.
In onore del progenitore, la Casa dei sovrintendenti divenne nota come Casa di Húrin, in quanto i re di Gondor usavano sceglierlo tra i suoi discendenti. Fu però solo a partire da Pelendur che la sovrintendenza divenne ereditaria e si trasmise usualmente da padre in figlio (o da parente a parente prossimo).
Con la scomparsa, nell'anno 2050, del re Eärnur, che partì per Minas Morgul dopo essere stato sfidato dal Re Stregone di Angmar e non fece mai più ritorno, i sovrintendenti assunsero la reggenza del regno. Ciò accadde con Mardil, detto il Buon Sovrintendente, che aveva tentato di trattenere il re e che assunse il potere durante la sua assenza, in attesa del suo ritorno: non vi erano infatti testimoni che potessero confermare che il re fosse morto davvero. Inoltre la guerra civile che aveva devastato il regno negli anni precedenti, quando il re Ondoher era morto senza eredi e i contendenti si erano massacrati nella Lotta delle Stirpi, aveva in parte decimato la casa reale e i discendenti dei númenoreani, e non si trovò quindi nessuno che fosse di sangue puro o su cui tutti fossero concordi. I sovrintendenti divennero allora sovrintendenti reggenti (o regnanti), e ressero il governo di Gondor per ventisei generazioni.
Alla fine della Terza Era, sotto la reggenza di Denethor II, il re fece finalmente ritorno: è l'epoca della guerra dell'Anello, quando Boromir figlio primogenito di Denethor partì per Gran Burrone e divenne membro della Compagnia dell'Anello, cadendo poi sulle rive dell'Anduin contro gli Orchi, e Denethor stesso morì sul rogo durante l'assedio di Minas Tirith. Aragorn, figlio di Arathorn II e capitano dei Dúnedain, erede di Isildur e dunque legittimo erede al trono, tornò in Gondor dopo la vittoria nella battaglia dei Campi del Pelennor e reclamò la corona, che gli venne consegnata, dopo la definitiva sconfitta di Sauron, da Faramir secondo figlio di Denethor.
Fu così che, il 1º maggio dell'anno 3019, Aragorn fu incoronato re dei Regni Riuniti di Arnor e Gondor con il nome di re Elessar, fondando la Casa di Telcontar (Telcontar è la traduzione del soprannome di Aragorn nel nord, Grampasso). Faramir rimase comunque sovrintendente, ed ottenne inoltre il principato dell'Ithilien.

## La carica
Sovrintendente era tradizionalmente il titolo del principale consigliere del re di Gondor, e si può equiparare alla carica di primo ministro o di gran visir; la carica di sovrintendente, d'altronde, esisteva già nel Medioevo in questa forma. I sovrintendenti regnanti diventarono quasi una monarchia, tanto che il titolo era ereditario, anche se, come ricorda Faramir ne Le due torri, Denethor disse un giorno a Boromir bambino che diecimila anni non sarebbero bastati perché i sovrintendenti divenissero re a tutti gli effetti.
I sovrintendenti infatti non usavano sedere sul trono, ma solo presso di esso, e non portavano lo scettro bensì un bastone bianco, simbolo del loro incarico, che, come dice l'etimologia del corrispondente termine quenya, Arandur, era quello di essere un "servitore del re". All'entrata in carica di un nuovo sovrintendente, egli giurava di «tenere lo scettro e regnare in nome del re, fino al suo ritorno», anche se queste parole divennero ben presto un puro rituale nel quale i sovrintendenti stessi non credevano (né speravano). Essi di fatto esercitavano l'intero potere dei re.
Lo stendardo dei sovrintendenti era costituito da un semplice panno bianco. Il loro sigillo era formato dalle lettere «R.ND.R» sormontate da tre stelle.

## Lista di sovrintendenti di Gondor

### Sotto i re
Conosciamo solo pochi nomi dei Sovrintendenti ai tempi dei Re, e cioè:
- Húrin di Emyn Arnen (?–?)
- Pelendur (1998–1999 T.E.): governò per un anno, e fu l'artefice del rifiuto di dare la corona ad Arvedui e Fíriel di Arnor
- Vorondil il Cacciatore (1999–2029 T.E.): fu il primo a portare il Corno di Gondor
- Mardil Voronwë il Costante (2029–2050 T.E.)

### Sovrintendenti reggenti
Dalla caduta dei Re, i Sovrintendenti di Gondor sono stati:
- Mardil Voronwë il Costante (2050–2080 T.E.)
- Eradan (nato nel 1999, Sovrintendente dal 2080 al 2116)
- Herion (n. 2037, S. 2116–2148)
- Belegorn (n. 2074, S. 2148–2204)
- Húrin I (n. 2124, S. 2204–2244) – Ebbe due sorelle maggiori
- Túrin I (n. 2165, S. 2244–2278) – Si sposò due volte ed ebbe numerosi figli
- Hador (n. 2245, S. 2278–2395) – Nacque dalla seconda moglie di Túrin I, visse sorprendentemente centocinquant'anni
- Barahir (n. 2290, S. 2395–2412)
- Dior (n. 2328, S. 2412–2435) – Non ebbe figli, gli successe il figlio della sorella, Denethor
- Denethor I (n. 2375, S. 2435–2477)
- Boromir I (n. 2410, S. 2477–2489)
- Cirion (n. 2449, S. 2489–2567)
- Hallas (n. 2480, S. 2567–2605)
- Húrin II (n. 2515, S. 2605–2628)
- Belecthor I (n. 2545, S. 2628–2655)
- Orodreth (n. 2576, S. 2655–2685)
- Ecthelion I (n. 2600, S. 2685–2698) - Non ebbe figli, gli successe il figlio di sua zia Morwen
- Egalmoth (n. 2626, S. 2698–2743)
- Beren (n. 2655, S. 2743–2763)
- Beregond (n. 2700, S. 2763–2811)
- Belecthor II (n. 2752, S. 2811–2872)
- Thorondir (n. 2782, S. 2872–2882)
- Túrin II (n. 2815, S. 2882–2914)
- Turgon (n. 2855, S. 2914–2953)
- Ecthelion II (n. 2886, S. 2953–2984)
- Denethor II (n. 2930, S. 2984–3019)
- Faramir (n. 2983, S. 15 marzo 3019-1º maggio 3019)[4]

### Dopo il ritorno del re
Quando Re Elessar riprese il trono di Minas Tirith, i Sovrintendenti smisero di reggere il regno, tornando alla loro funzione originaria di consiglieri. I loro nomi non ci sono noti, a parte quello di Faramir (T.E. 2983 – Q.E. 82), che venne nominato Sovrintendente da Aragorn in persona. Il prologo de Il Signore degli Anelli, cita il nome di Barahir, "nipote del Castaldo Faramir", all'epoca della morte di Elessar e sotto Re Eldarion, ma non specifica se fosse Sovrintendente. Scritti minori nominano Elboron, figlio di Faramir, e suo figlio, Barahir, appunto.